# Хираан
Хираан е регион на Сомалия. Населението му е 520 685 жители (по приблизителна оценка от януари 2014 г.), а площта 31 510 кв. км. Регионът е разделен административно на 3 района. Намира се в югозападната част на страната в часова зона UTC+3.